# Pjotr Ivanovič Šuvalov
Pjotr Ivanovič Šuvalov (rusky: Петр Иванович Шувалов 1711– 15. ledna 1762 Petrohrad) byl ruský šlechtic z významného rodu Šuvalovů, státník a polní maršál, který je připomínán jako zakladatel města Iževsk, hlavního města Udmurtska.
Stejně jako jeho bratr Alexandr Šuvalov zastával i on vysoké funkce ve státní správě Ruského impéria. Oba tak pozvedli význam své rodiny v carském Rusku.

## Životopis
Pjotr Ivanovič Šuvalov se narodil roku 1711 jako syn Ivana Maximoviče Šuvalova. Svou kariéru započal jako páže u dvora carevny Alžběty Petrovny. Carevna si ho povšimla poté, co se oženil s její blízkou přítelkyní Mavrou Jegorovnou Šepelevovou. Za svou pomoc při dosazení carevny na trůn byl povýšen do úřadu komořího. Později byl jmenován členem senátu a v roce 1746 se stal hrabětem.